# Stygnomma furvum
Stygnomma furvum is een hooiwagen uit de familie Stygnommatidae.